# فيرناندو فيغا توريس
فيرناندو فيغا توريس (بالإسبانية: Fernando Vega Torres) (3 يوليو 1984 في إسبانيا - ) هو لاعب كرة قدم إسباني في مركز الظهير. شارك مع منتخب إسبانيا تحت 20 سنة لكرة القدم ومنتخب إسبانيا تحت 21 سنة لكرة القدم. أما مع النوادي، فقد لعب مع إشبيلية أتلتيكو وريال بيتيس وريكرياتيفو ونادي لوغو وLorca Deportiva CF ‏.

## وصلات خارجية
- فيرناندو فيغا توريس على موقع قاعدة بيانات كرة القدم.إي يو (الإنجليزية)
- فيرناندو فيغا توريس على موقع Soccerbase.com (لاعب) (الإنجليزية)
- فيرناندو فيغا توريس على موقع Soccerway.com (الإنجليزية)
- فيرناندو فيغا توريس على موقع AS.com (الإسبانية)